# Henk Jan Ormel
Hendrik Jan (Henk Jan) Ormel (Utrecht, 15 december 1955) is een Nederlandse politicus namens het CDA. Van 23 mei 2002 tot 20 september 2012 was hij lid van de Tweede Kamer. Ook was hij van 27 februari tot 16 juli 2024 lid van het Europees Parlement.

## Biografie
Ormel was van september 1974 tot september 1975 dienstplichtig militair bij de Geneeskundige troepen van de Koninklijke Landmacht. Daarna studeerde hij tot 1983 diergeneeskunde aan de Rijksuniversiteit Utrecht, waarna hij van januari 1983 tot juni 1985 assistent-dierenarts in Maleisië, Wapse, Dwingeloo, Amsterdam en Tilburg was. Hierna was hij van 1985 tot 1992 dierenarts te Tilburg en van 1992 tot 2002 te Hengelo (Gelderland). Hij werd op 1 december 1999 lid van het CDA.
Naast zijn parlementaire werkzaamheden was Ormel sinds 2000 tot 2004 lid van de raad van toezicht bij de Rabobank Graafschap-West en van 2002 tot 2012 lid van de Raad van Advies voor de Coöperatie voor agrarisch natuurbeheer "Het Onderholt", voorzitter Raad van Toezicht van het Gelders Orkest (2008-2010), lid Raad van Toezicht van de Koninklijke Nederlandse maatschappij voor Diergeneeskunde (2005-2008) en bestuurslid van Macchiavelli (2010-2012).
In het verleden was hij onder meer voorzitter van de Openbare Bibliotheek Hengelo Gld. (1995-1999), voorzitter van het hoofdbestuur van dierenartsencoöperatie AUV (1999-2002) en van 1997 tot 2001 voorzitter van de Raad van Advies voor Nerum-Verdifarm (België).
Vanaf 2002 was Ormel lid van de Tweede Kamer der Staten-Generaal. Hij was eerste buitenlandwoordvoerder van zijn fractie en hield zich daarnaast bezig met Europese Zaken, biotechnologie, medische ethiek, dierenwelzijn, diergezondheid, en antibioticagebruik in de veehouderij. Hij had certificaten van aandelen van een antibioticabedrijf in zijn bezit, hetgeen gezien werd als belangenverstrengeling. Na een krantenbericht hierover maakte Ormel op 26 mei 2011 bekend dat hij zijn certificaten van aandelen AUV had verkocht; hij zei "elke schijn van belangenverstrengeling te willen vermijden".
Van 2007 tot 2010 was Ormel voorzitter van de vaste Kamercommissie van Buitenlandse zaken en van 2008 tot 2010 was hij tevens Vice-President van de Parlementaire Assemblee van de NAVO (NATO-PA). Ormel werd niet op de kandidatenlijst van het CDA voor de Tweede Kamerverkiezingen van 2012 geplaatst, en keerde na de verkiezingen dus niet terug in de Tweede Kamer. Bij zijn vertrek uit de Tweede Kamer op 19 september 2012 werd Ormel benoemd tot Ridder in de Orde van Oranje-Nassau.
Ormel begon op 20 september 2012 als Senior Advisor van de Chief Veterinary Officer van de Voedsel en Landbouw Organisatie van de Verenigde Naties (FAO) en werkte op het hoofdkwartier te Rome tot september 2021. Hij was coördinator van het One Health samenwerkingsverband tussen FAO, WHO en WOAH , de Tripartite (later Quadripartite) en van de antimicrobial resistance (AMR) Working Group van FAO.
Van 2018 tot 2022 was hij Global Coordinator van het Global Framework for the progressive control of Trans-boundary Animal Diseases (GF-TADs). Vanaf 2021 werkt Ormel tevens als One Health consultant voor de Wereld gezondheidsorganisatie (WHO) en nam hij deel aan meer dan 10 Joint External Evaluations (JEE) van de International Health Regulations (IHR2005). In augustus 2023 leidde hij een groep van 15 internationale experts in de JEE van Nigeria.
Van 2022 tot 2023 werkte Ormel ook als locatiehoofd  van een asielzoekersopvangcentrum in Oegstgeest, Moordrecht en Waddinxveen.
Bij de Europese verkiezingen op 23 mei 2019 was Ormel als kandidaat nummer 5 verkiesbaar voor het CDA voor het Europees Parlement. Ormel werd niet direct verkozen, maar kwam op 27 februari 2024 tussentijds in het Europees Parlement als vervanger van Esther de Lange, die kabinetschef van Eurocommissaris Wopke Hoekstra geworden was. In de maanden dat hij lid was, was hij lid van de Commissie milieubeheer, volksgezondheid en voedselveiligheid en plaatsvervangend lid van de Commissie economische en monetaire zaken. Op 16 juli 2024, bij het begin van een nieuwe zittingsperiode, verliet hij het Europees Parlement weer. Hij stelde zich niet kandidaat bij de Europese verkiezingen op 6 juni 2024.
Henk Jan Ormel is vanaf 1 september 2024 de voorzitter van de Centrale Commissie Dierproeven.